# Koszęcin (gromada)
Koszęcin – dawna gromada, czyli najmniejsza jednostka podziału terytorialnego Polskiej Rzeczypospolitej Ludowej w latach 1954–1972.
Gromady, z gromadzkimi radami narodowymi (GRN) jako organami władzy najniższego stopnia na wsi, funkcjonowały od reformy reorganizującej administrację wiejską przeprowadzonej jesienią 1954 do momentu ich zniesienia z dniem 1 stycznia 1973, tym samym wypierając organizację gminną w latach 1954–1972.
Gromadę Koszęcin z siedzibą GRN w Koszęcinie utworzono – jako jedną z 8759 gromad na obszarze Polski – w powiecie lublinieckim w woj. stalinogrodzkim, na mocy uchwały nr 20/54 WRN w Stalinogrodzie z dnia 5 października 1954. W skład jednostki weszły obszary dotychczasowych gromad Brusiek i Koszęcin (z wyłączeniem terenów wchodzących w skład miasta Kalety) oraz kolonia Rzyce z dotychczasowej gromady Cieszowa ze zniesionej gminy Koszęcin w tymże powiecie. Dla gromady ustalono 27 członków gromadzkiej rady narodowej.
20 grudnia 1956 województwo stalinogrodzkie przemianowano (z powrotem) na katowickie.
1 stycznia 1958 gromadę Koszęcin zniesiono w związku z nadaniem jej statusu osiedla.
1 stycznia 1973 w powiecie lublinieckim reaktywowano gminę Koszęcin.